# Creuse
Creuse é um departamento da França localizado na região Nova Aquitânia. Sua capital é a cidade de Guéret.

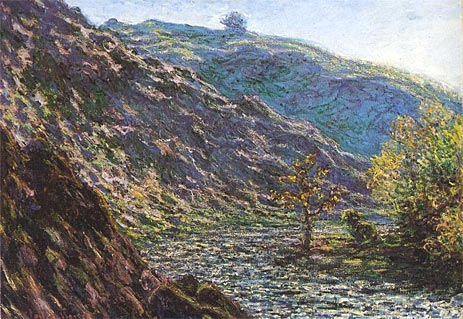
Le petit Creuse - Monet